# Dlouhá Loučka
Dlouhá Loučka (deutsch Langendorf, 1943–1945 Marktlangendorf) ist eine Gemeinde in Tschechien. Sie liegt sechs Kilometer nordöstlich von Uničov (deutsch: Mährisch Neustadt) und gehört zum Okres Olomouc (Bezirk Olmütz).

## Geographie

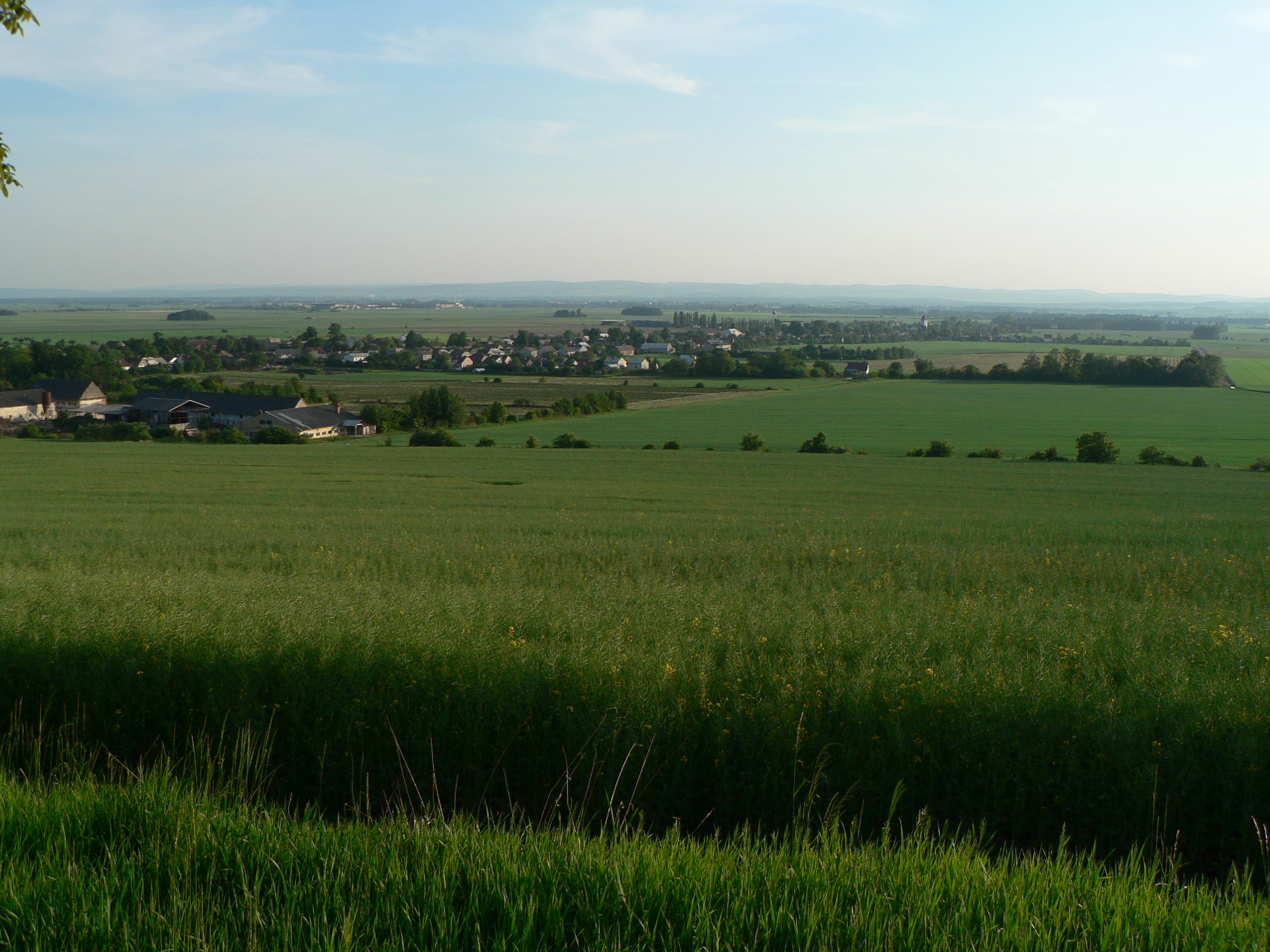
Blick von Křivá auf Dlouhá Loučka

Dlouhá Loučka befindet sich am westlichen Fuße des Niederen Gesenkes in der Obermährischen Senke (Hornomoravský úval). Das Waldhufendorf erstreckt sich über vier Kilometer im Tal des Flüsschens Oslava. Nordöstlich erhebt sich der Výhledy (521 m) und im Nordwesten der Dvorský kopec (275 m). Westlich des Dorfes liegt der Teich Šumvaldský rybník, auch Hrubý rybník genannt.
Nachbarorte sind Plinkout, Ruda und Křivá im Norden, Valšův Důl, Těchanov und Sovinec im Nordosten, Karlov und Sanatorium im Osten, Paseka im Südosten, Haukovice und Újezd im Süden, Brníčko, Dolní Sukolom, Horní Sukolom und Lazce im Südwesten, Plíškův Mlýn, Troubelice und Sídliště im Westen sowie Šumvald im Nordwesten.

## Geschichte
Die Besiedlung des westlichen Vorlandes des Niederen Gesenkes erfolgte ab der Mitte des 13. Jahrhunderts durch zwei Grundherren. Während die Herren von Blauda das Tal der Oskava besiedelten, erfolgte die Kolonisation der linken Seitentäler ausgehend vom Lehngut Huzová durch den Olmützer Bischof Bruno von Schauenburg. Dabei entstand entlang der Oslava ein langgestrecktes Waldhufendorf, das 1301 erstmals als Longa Villa erwähnt wurde. Ab 1307 wurde der Ort als Luczca und ab 1333 als Luczka bezeichnet. Seit der Mitte des 14. Jahrhunderts bildete Luczka eine Herrschaft, als deren erster Besitzer Žibřid von Luczka in der Landtafel nachweisbar ist. Nach Žibřids Tod erbten 1352 dessen Witwe Sabine und die Söhne Mikuláš, Dětoch, Oneš, Adam, Jan und Štěpán den Besitz und teilten ihn. Das Geschlecht von Luczka war blutsverwandt mit den Herren von Sovinec und führte dasselbe Wappen wie die Herren von Hrutovice. Der bedeutendste Vertreter des Geschlechts war der Olmützer Kanoniker Štěpán von Luczka. Nachdem Mikuláš von Luczka sowie Jan Kropáč von Hohlenstein ihre Anteile dem Olmützer Domkapitel überschrieben hatten, besaß das Kapitel etwa ein Drittel des Dorfes. Diesen Teil überließ Markgraf Jobst von Mähren den Herren von Sovinec und hoffte damit auf deren Unterstützung im Zwist mit seinem Bruder Prokop. Nachdem Jobst 1385 den Anteil von Pavlík von Sovinec zurückerhalten hatte, übergab er ihn wieder dem Kapitel. Das Oberdorf mit dem Hof wurde abgetrennt und an die Herrschaft Eulenburg angeschlossen. Der untere, größere Anteil bildete ab 1399 als Magna Luczka ein Olmützer Kapitulargut. Weitere Namensformen waren Longendorf (ab 1368), Langavilla, Longavilla (ab 1371), Langkendorf (1376), Langndorf (1385), Lucžka (ab 1415), Langsdorf (1446), Loučka (ab 1517), Veliká Loučka, Hrubá Loučka (ab 1523), Langendorf (ab 1605) und Lautzka (ab 1649). Im Jahre 1519 forderte der Besitzer des Oberdorfes, Vok Pňovský von Sovinec, vom Olmützer Kapitel die Abhaltung der Gottesdienste in tschechischer Sprache. In der zweiten Hälfte des 16. Jahrhunderts erwarb der Ritter Valerian Hepnar von Frankenberg den unteren Anteil. 1570 kaufte der Prager Erzbischof Anton Brus von Müglitz diesen Teil für seinen Bruder Johann. Nach dessen Tod ging der untere Anteil 1576 wieder an das Olmützer Kapitel über. Seit 1581 wurden die beiden Anteile als Dolní Dlouhá Loučka/Unter Langendorf und Horní Dlouhá Loučka/Ober Langendorf unterschieden.
Im Jahre 1590 erwarb der mährische Landeshauptmann Hynek d. Ä. von Würben und Freudenthal im Tausch gegen Velká Bystřice vom Kapitel die Güter Dolní Dlouhá Loučka, Horní Sukolom und Dolní Sukolom. Da dieser protestantisch war, behielt das Kapitel das Kirchenpatronat bei. Nachfolgende Besitzer waren Jan Kryštof und Jáchym Pivec von Hradčany und Klinštejn. Jáchym Pivec ließ die mittlere Feste zu einem Renaissanceschloss umgestalten und überschrieb diese 1602 zusammen mit dem Dorf Dolní Dlouhá Loučka seiner Frau Johanka Bítovská von Slavíkovice. Besitzer des unteren Hofes und des Gutes Horní Sukolom wurde der Vladike Jiří Malaška von Rejdych. Zu dieser Zeit war der Ort tschechischsprachig. Die Matriken wurden ab 1614 in Römerstadt und ab 1652 in Unter Langendorf geführt. Nach der Schlacht am Weißen Berg wurde der Besitz von Johanka Bítovská konfisziert und Dolní Dlouhá Loučka der Familie Hoffmann von Grünbüchl überlassen, die das Gut an ihre Herrschaft Janowitz anschloss. Im Jahre 1678 ging der Besitz der Hoffmann von Grünbüchl über verwandtschaftliche Beziehung an die Fürsten Dietrichstein und ebenso zu Beginn des 18. Jahrhunderts an Philipp von Gallas über. Dieser veräußerte das Gut Unter Langendorf 1708 an die Deutschordenskommende Eulenburg, die bereits seit 1623 Besitzer von Ober Langendorf war.
Während der Napoleonischen Kriege wurde Ende 1805 im Schloss Ober Langendorf ein russisches Feldlazarett für 600 Verwundete eingerichtet. Beim Ausbruch einer Typhusepidemie im Lazarett verstarben 1806 auch zahlreiche Bewohner des Ortes. Nach der Auflösung des Lazarettes verlegte der Deutsche Orden 1810 die Verwaltung der Ordensherrschaft Eulenberg von der Eulenburg in das Schloss Ober Langendorf. In der ersten Hälfte des 19. Jahrhunderts wurde Unter Langendorf zum Marktflecken erhoben. Bis zur Mitte des 19. Jahrhunderts blieben Unter Langendorf und Ober Langendorf nach Eulenberg untertänig.
Nach der Aufhebung der Patrimonialherrschaften bildete Unter Langendorf/Dolní Dlouhá Loučka mit dem Ortsteil Ober Langendorf/Horní Dlouhá Loučka ab 1850 eine Marktgemeinde in der Bezirkshauptmannschaft Littau und dem Gerichtsbezirk Mährisch Neustadt. 1855 wurde die Gemeinde dem Bezirk Mährisch Neustadt und ab 1868 wieder dem Bezirk Littau zugeordnet. Im Jahre 1880 löste sich Ober Langendorf los und bildete eine eigene Gemeinde. 1909 wurden beide Gemeinden dem Bezirk Sternberg zugeordnet. 1910 lebten in beiden Orten insgesamt 2441 Deutsche und 29 Tschechen. Im November 1914 wurde im Schloss Ober Langendorf erneut ein Militärlazarett eingerichtet, ab Jänner 1915 diente es als Reservelazarett mit 2000 Betten. Die tschechische Minderheit war 1918 erloschen. Im Zuge der Bodenreform wurden zwischen 1925 und 1926 der mittlere und der untere Hof parzelliert und die Flächen an tschechische Siedler übergeben. Im Jahre 1930 lebten im Markt Unter Langendorf 1766 Personen, im Ober Langendorf waren es 558. Nach dem Münchner Abkommen wurden beide Gemeinden am 10. Oktober 1938 an das Deutsche Reich angegliedert. 1939 hatten Unter Langendorf 1733 und Ober Langendorf 592 Einwohner. Während der Besetzung lebten in Unter Langendorf sechs tschechische Familien. Das Schloss Ober Langendorf diente von 1940 bis 1942 als Internierungslager für französische Offiziere und zum Ende des Zweiten Weltkrieges als Gefangenenlager für abgeschossene amerikanische Militärflieger. 1943 wurden die Gemeinden Ober Langendorf und Unter Langendorf zur Gemeinde Marktlangendorf zusammengeschlossen. Diese gehörte bis 1945 zum Landkreis Sternberg. Am 6. Mai 1945 nahm die 4. Ukrainische Front der Roten Armee den Ort ein. Nach Kriegsende kamen die Gemeinde wieder zur Tschechoslowakei zurück und wurde 1945 dem Gerichtsbezirk Šternberk zugeordnet. Die Fusion beider Orte wurde zunächst wieder aufgehoben. Die deutsche Bevölkerung wurde im April und August 1946 vertrieben. Im Jahre 1949 erfolgte die Eingemeindung von Horní Dlouhá Loučka nach Dolní Dlouhá Loučka. 1952 erfolgte die Fusion beider Ortsteile zu einem Ort Dlouhá Loučka. Im Zuge der Gebietsreform von 1960 wurde Dlouhá Loučka nach der Auflösung des Okres Šternberk dem Okres Olomouc zugeordnet, zugleich wurden Plinkout und Křivá eingemeindet. 1985 brannte das obere Schloss ab. Seit 2000 führt Dlouhá Loučka ein Wappen und Banner.

## Gemeindegliederung
Die Gemeinde Dlouhá Loučka besteht aus den Ortsteilen Dlouhá Loučka (Langendorf), Křivá (Pudelsdorf) und Plinkout (Pinkaute). Grundsiedlungseinheiten sind Dlouhá Loučka, Horní Dlouhá Loučka (Ober Langendorf), Křivá, Plinkout und Valšův Důl.
Das Gemeindegebiet gliedert sich in die Katastralbezirke Dolní Dlouhá Loučka (Unter Langendorf), Horní Dlouhá Loučka, Křivá und Plinkout.

## Sehenswürdigkeiten
- Pfarrkirche St. Bartholomäus

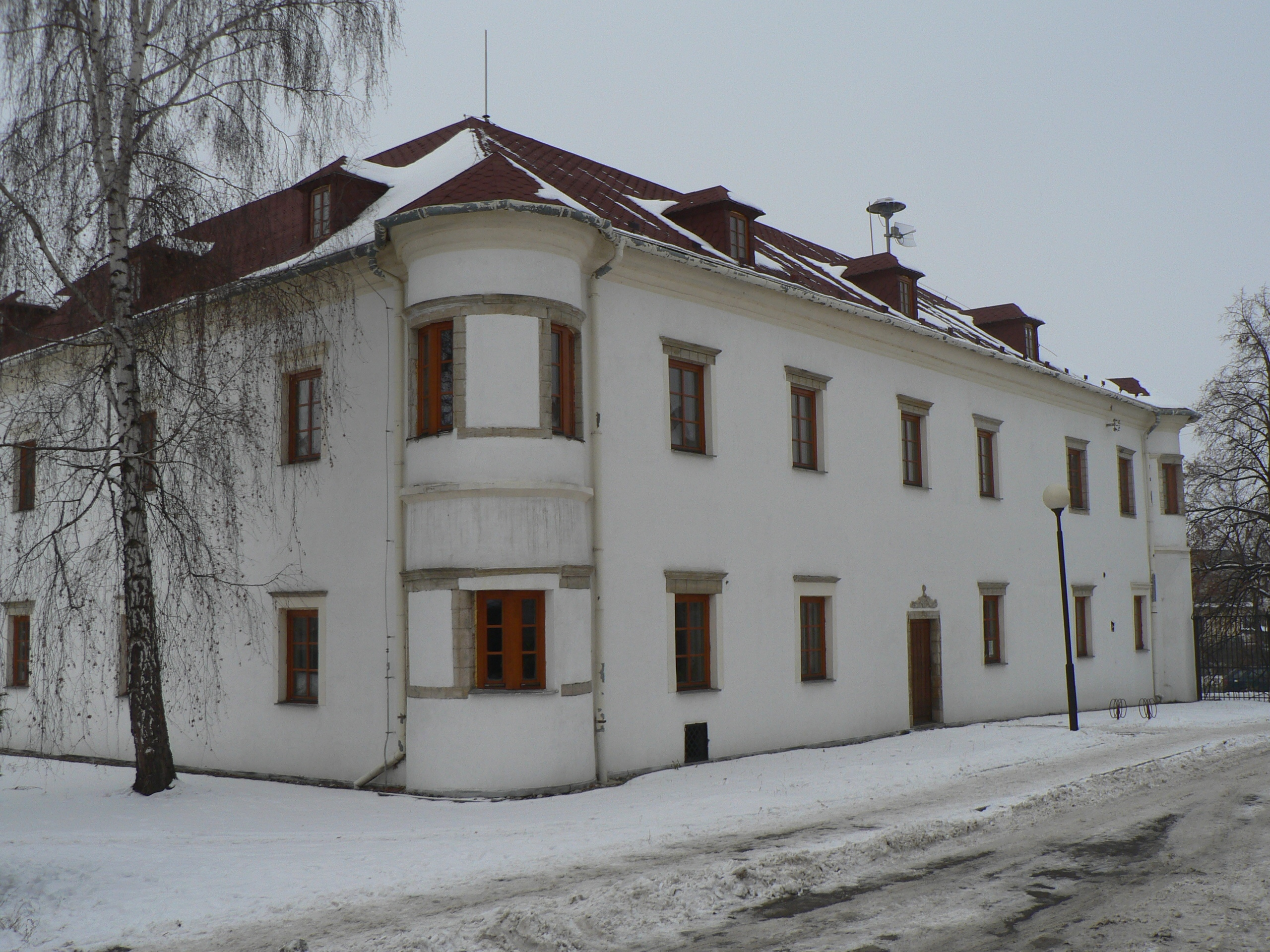
Schloss Dolní Dlouhá Loučka

- Renaissanceschloss Dolní Dlouhá Loučka, errichtet zu Beginn des 17. Jahrhunderts anstelle der mittleren Feste für Jáchym Pivec von Hradčany und Klinštejn, es ist heute Sitz des Gemeindeamtes
- Barockschloss Horní Dlouhá Loučka mit Schlosspark, es entstand 1709 anstelle einer Feste und war von 1810 bis 1918 Verwaltungssitz der Eulenberger Güter des Deutschen Ordens. Es brannte 1985 ab.
- Mariensäule
- Altslawisches Kreuz, errichtet 1896 zum Gedenken an die im Lazarett Ober Langendorf verstorbenen russischen Verwundeten der Schlachten bei Austerlitz, Wagram und Znaim
- Teich Šumvaldský rybník mit einer Fläche von 60 ha, westlich des Dorfes an der Oskava.
- Tal Valšovský důl im Niederen Gesenke an der Einmündung der Huntava in die Oslava

## Söhne und Töchter der Gemeinde
- Johann Schön (1802–1839), österreichischer Jurist, Staatswissenschaftler und Schriftsteller
- Carl Stellwag von Carion (1823–1904), österreichischer Ophthalmologe, geboren in Ober Langendorf
- Eduard Lintner (* 1944), deutscher Politiker